# باب البحر (طنجة)
باب البحر هو أحد الأبواب التاريخية لمدينة طنجة في المغرب. يفصل باب البحر بين قصبة المدينة العتيقة والبحر شمالا، وهو متمثل في قوس تعلوه شرفة ذات فتحات.

## التاريخ
تم بناء الباب سنة 1920 قرب ساحة المشور في المدينة القديمة لطنجة.

## معرض الصور

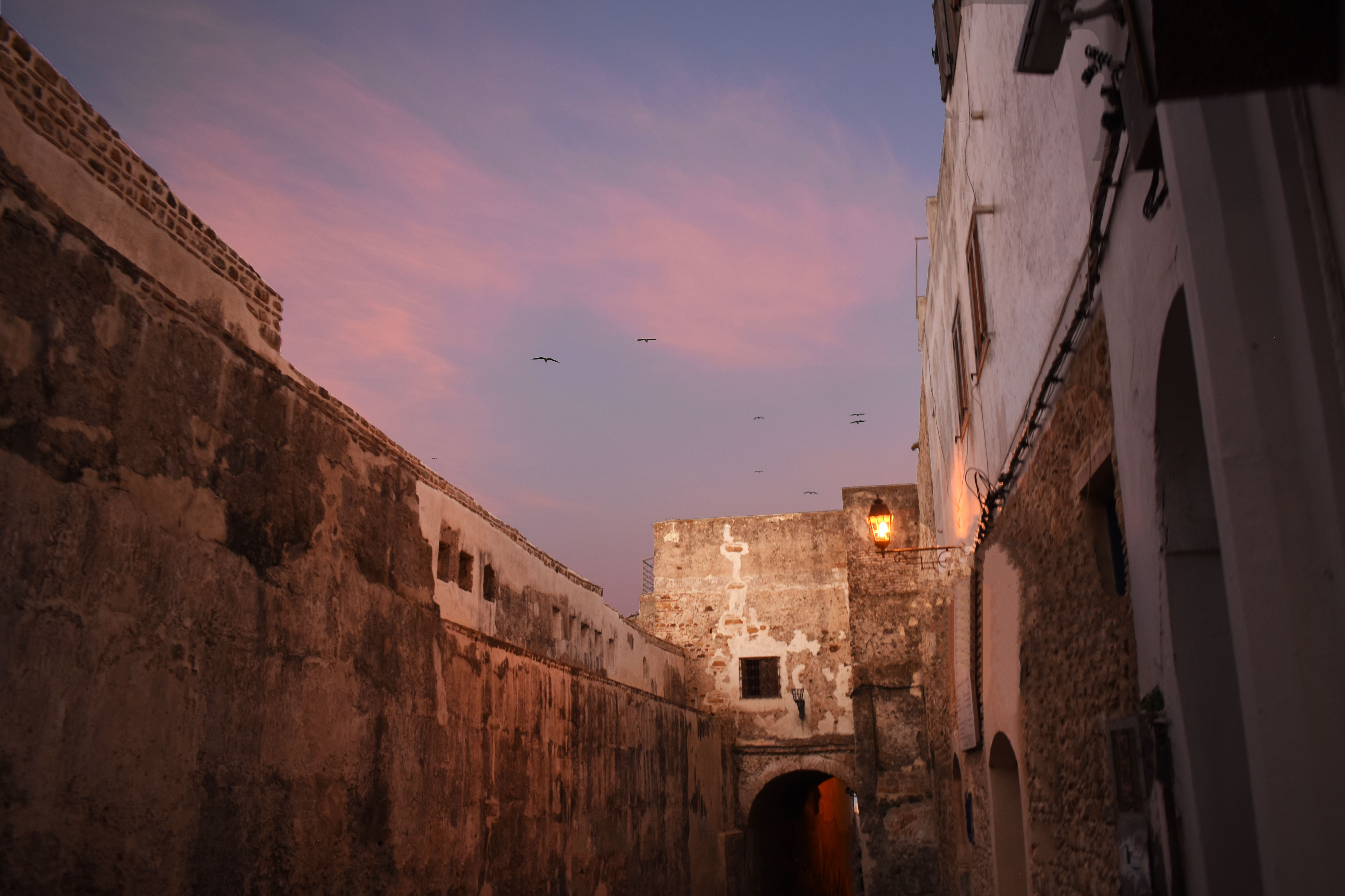
باب البحر عند الغروب
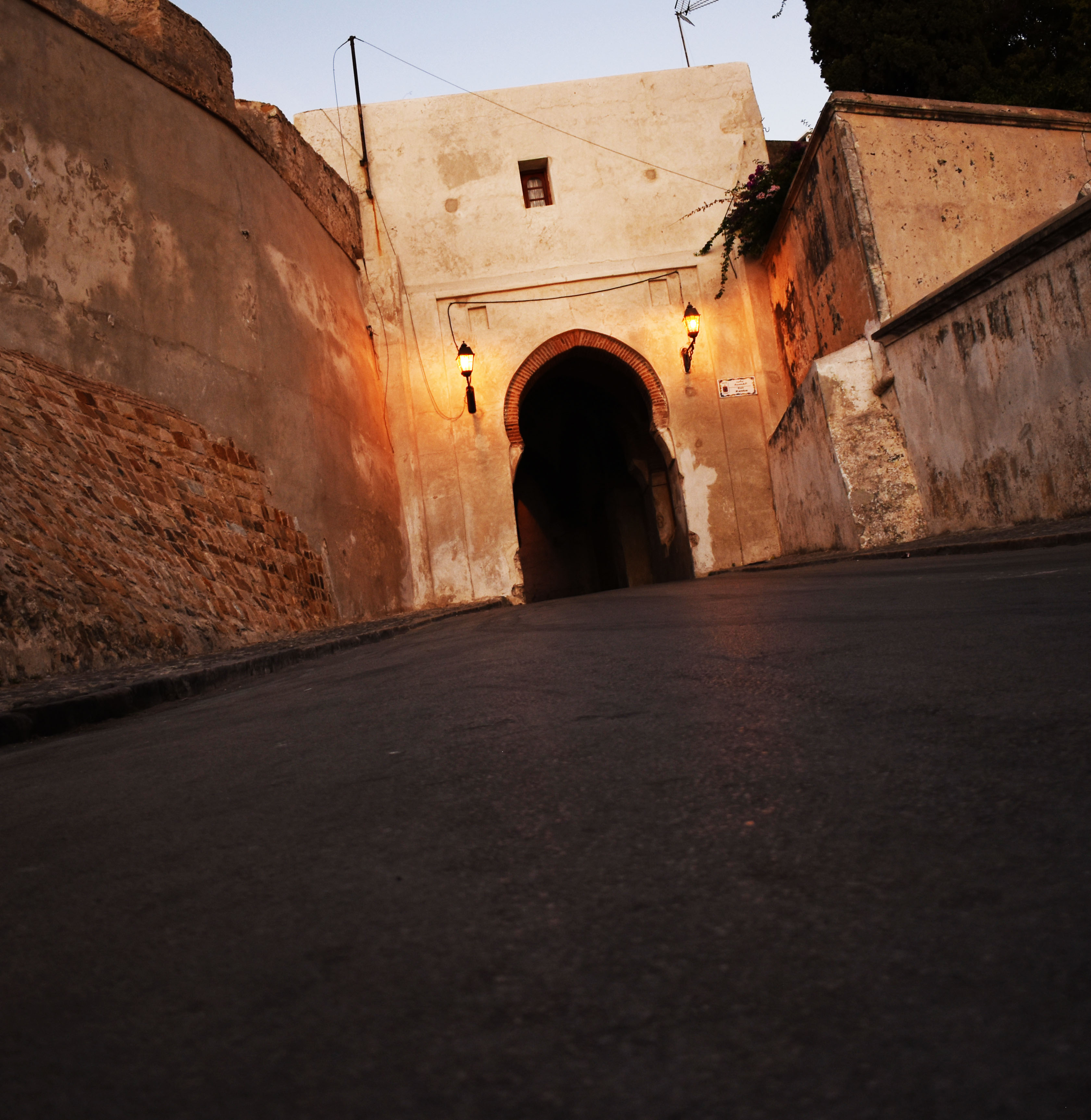
باب البحر من داخل القصبة.